# Абдуллин, Мавр Ергалиевич
Мавр Ергалиевич Абдуллин (каз. Мавр Ерғалиұлы Абдуллин, род. 18 января 1973) — казахстанский государственный деятель, аким города Актобе в 2019—2020 годах.

## Биография
Мавр Абдуллин родился 18 января 1973 года. Окончил Западно-Казахстанский сельскохозяйственный институт (ныне аграрно-технический университет) по специальности «экономист-менеджер». Занимался частным предпринимательством, был заведующим Уилским районным отделом культуры, заместителем акима Уилского района, затем стал заместителем начальника управления сельского хозяйства Актюбинской области. С апреля 2012 года — глава Уилского района, а декабре 2015 года назначен Сапарбаевым акимом Алгинского района. В июле 2017 года стал заместителем акима Актюбинской области, сменив на этой должности Мухтара Джумагазиева, который был избран депутатом Сената парламента Казахстана.
С 24 июня 2019 года по 16 марта 2020 года занимал должность акима города Актобе.
Будучи акимом Уилского района, в 2013 году заработал 3 560 565 (в среднем 296 713 тенге в месяц). Доходы его супруги за указанный период составили 202 977 тенге. Также Мавр Абдуллин владел 150 акциями АО «КазТрансОйл» стоимость 108 750 тенге. В 2014 году доходы Абдуллина составили 5 333 523 тенге (в среднем 444 460 тенге в месяц). Доходы его супруги достигли 370 866 тенге за год.